# Sassacus vanduzeei
Sassacus vanduzeei är en spindelart som beskrevs av Chamberlin 1924. Sassacus vanduzeei ingår i släktet Sassacus och familjen hoppspindlar. Inga underarter finns listade i Catalogue of Life.